# Claus Reisinger

Claus Reisinger, 2011

Claus Reisinger, auch: Klaus Reisinger (* 28. März 1950 in Saarbrücken; † 20. März 2017 in Heidelberg), war ein deutscher Kunsthistoriker, Fachautor und Verleger.

## Leben
Claus Reisinger studierte zunächst an der Universität Saarbrücken, ab 1971 an der Universität Heidelberg Psychologie. Dort wechselte er das Fach und studierte Kunstgeschichte.
1976 erhielt sein Lebenspartner, Ferdinand Werner, eine Stelle beim Corpus Vitrearum Medii Aevi in Stuttgart und beide zogen nach dort. Hier gründeten sie 1978 die Wernersche Verlagsgesellschaft, einen Fachverlag, der Sachbücher, Bildbände und Ausstellungskataloge zu den Themenschwerpunkten Architektur, Kunstgeschichte und Gartenbaukunst, sowie Fachzeitschriften herausgibt. Der Verlag, und mit ihm Claus Reisinger, wechselten 1982 nach Worms. Er betreute hier neben vielen anderen Veröffentlichungen insbesondere die Zeitschrift Die Gartenkunst.
Claus Reisinger betätigte sich auch als Autor von Fachtexten und weiteren Werken, auf den Gebieten der Kunstgeschichte, der Musik und der Belletristik und als Fotograf.

## Schriften
nach Erscheinungsjahr geordnet 
- Bildfenster im Dämmerlicht. In: Das Neue Universum, Band 95 (1978), S. 222–225.
- Flandern in Ulm: Glasmalerei und Buchmalerei. Die Verglasung der Bessererkapelle am Ulmer Münster. Worms 1985, ISBN 3-88462-036-3.
- Der Schloßgarten zu Schwetzingen. Worms 1987, ISBN 3-88462-046-0.
- Margot Lutze, Unsere historischen Gärten[Anm. 2] Rezension. In: Die Gartenkunst. Band 1, Nr. 2, 1989, S. 342–344.
- Historische Gärten in Hessen[Anm. 3] Rezension. In: Die Gartenkunst. Band 1, Nr. 2, 1989, S. 345.
- Die Hafeninsel in Saarbrücken. In: Die Gartenkunst. Band 3, Nr. 1, 1991, S. 73–101.
- Garten-Ansichten: Der Poetische Blick. Fotografien von Martin Wampl. In: Die Gartenkunst. Band 5, Nr. 2, 1993, S. 195.
- mit Carl Ludwig Fuchs: Schloss und Garten zu Schwetzingen.[Anm. 4] 1. Auflage. Worms 2001, ISBN 3-88462-164-5. (2. Auflage. Worms 2008, ISBN 978-3-88462-266-7)
- Ein inneres Zwiegespräch zur Situation der Oper in den Zeiten der Provokation (= Café Opéra. 1).[Anm. 5] 1. Auflage: Worms 2005. (2. Auflage. Worms 2006, ISBN 3-88462-210-2.[Anm. 6])
- Kyoto. 50 Jahre Perlen in Mannheim [Jahreskalender].[Anm. 7]
- Werner von Pigage. Ein Malerleben in Deutschland 1888–1959. Katalog der Sammlung Hubert Vogler / Claus Reisinger. Worms 2014, ISBN 978-3-88462-355-8.
- Altertumsverein Worms: Heiliger Sand [Jahreskalender,[Anm. 8] fotografiert von Claus Reisinger]. Worms 2015, ISBN 978-3-88462-359-6.
- Eine kleine Geschichte der Familie Brat. Nach den Erinnerungen von Franz Weiß erzählt von Claus Reisinger. In: In Memoriam Claus Reisinger. Worms 2017, ISBN 978-3-88462-374-9, S. 7–31.